# SolidAHRität
SolidAHRität ist ein Kunstwort, indem das „ar“ von Solidarität durch die Großbuchstabenfolge AHR ersetzt wird. Der Begriff nimmt Bezug auf die deutschlandweite Solidarität mit den Hochwassergeschädigten 2021 an der Ahr, die damit hervorgehoben wird, und darüber hinaus mit weiteren Betroffenen in Nordrhein-Westfalen und Rheinland-Pfalz.
SolidAHRität wurde von der Gesellschaft für deutsche Sprache 2021 auf den zweiten Platz als Wort des Jahres (Deutschland) gesetzt.
Der Begriff wird für die Werbung weiterer Helfer in den betroffenen Gebieten verwendet.
Der Begriff wird auch kommerziell benutzt, zum Beispiel:
- Betroffene Winzer im Ahrtal werben damit als Marke für 2020er Jahrgänge von Rot- und Weißweinen, um damit die Verluste durch die Hochwasserkatastrophe wenigstens teilweise zu kompensieren.[2]
- Im SolidAHRität-Shop werden Artikel unter We AHR Family (angelehnt an das englische „We are family“ – deutsch: Wir sind eine Familie) angeboten, deren Erlös den Betroffenen zugutekommen soll.[3]

## Gelebte SolidAHRität
Unmittelbar nach Eintreten der Katastrophe Mitte Juli 2021 setzten umfangreiche Rettungs- und Schutzmaßnahmen sowie Soforthilfen ein. Feuerwehren, Technisches Hilfswerk, die Bundeswehr, das Deutsche Rote Kreuz sowie viele weitere Hilfsorganisationen, Firmen und öffentliche Körperschaften waren mit Mannschaften und Technik vor Ort. Freiwillige Helfer kamen aus der gesamten Bundesrepublik. Das persönliche Leid, der Verlust tödlich Verunglückter und der existenzbedrohende materielle Schaden bei den Betroffenen, die teilweise Hab und Gut oder sogar Haus und Wohnung verloren, führten zu einem gigantischen Spendenaufkommen der Bundesbürger. Bereits bis zum 27. Juli 2021 vermeldeten folgende Hilfsorganisationen beispielsweise diese ersten Spendeneingänge:
- Aktion Deutschland Hilft 91 Millionen Euro
- Aktionsbündnis Katastrophenhilfe (AKH): 44 Millionen Euro
- Deutsches Rotes Kreuz: 20 Millionen Euro
- Deutscher Caritasverband: 17 Millionen Euro[4]

Hilfe, Unterstützung und Spenden dauerten in den folgenden Monaten an.